# Survivor Series (2007)
Survivor Series 2007 a fost ce-a de-a douăzecișiuna ediție a pay-per-view-ului anual Survivor Series organizat de World Wrestling Entertainment. A avut loc pe data de 18 noiembrie 2007 în arena American Airlines Arena din Miami, Florida.

## Rezultate
- CM Punk i-a învins pe The Miz și John Morrison păstrându-și campionatul ECW Championship (07:56)
  - Punk l-a numarat pe Miz dupa un "Go To Sleep".
- Mickie James, Maria, Torrie Wilson, Michelle McCool și Kelly Kelly le-au învins pe Beth Phoenix, Jillian Hall, Layla, Melina și Victoria într-un 10 diva tag team match (04:42)
  - Mickie a numărato pe Melina după un "Long Kiss Goodnight".
- Lance Cade și Trevor Murdoch i-au învins pe Hardcore Holly & Cody Rhodes păstrându-și campionatele WWE World Tag Team Championship (07:18)
  - Murdoch l-a numărat pe Rhodes după un "Ace of Spades".
- Team Triple H (Jeff Hardy, Kane, Rey Mysterio și Triple H) a învins Team Umaga (Big Daddy V, Finlay, Mr. Kennedy, Montel Vontavious Porter și Umaga) într-un 4-on-5 Survivor Series elimination match (22:08) 
  - Hardy l-a numărat pe Umaga după un "Pedigree" a lui HHH și un "Swanton Bomb".
- The Great Khali l-a învins pe Hornswoggle prin descalificare (03:16)
  - Finlay a intervenit atacândul pe Khali cu Shillelagh.
- Randy Orton (c) l-a învins pe Shawn Michaels păstrându-și campionatul WWE Championship (17:48)
  - Orton l-a numărat pe Michaels după un "RKO".
  - Dacă Michaels folosea "Sweet Chin Music" ar fi fost descalificat iar dacă Orton era descalificat pierdea campionatul.
- Batista (c) l-a învins pe The Undertaker într-un Hell in a Cell match păstrându-și campionatul WWE World Heavyweight Championship (21:24)
  - Batista l-a numărat pe Taker după un "Con-Chair-To" a lui Edge.
  - După meci, Edge l-a atacat pe Taker cu un scaun.